# Flash ou le Grand Voyage
Flash ou le Grand Voyage es una novela autobiográfica escrita por el francés Charles Duchaussois y publicado en 1974.

## Sinopsis
Charles Duchaussois habla de su viaje desde Francia, a través del Medio Oriente, llegando a Asia, donde descubre las drogas, luego de su regreso a Francia. El libro ilustra muy bien la época hippie de la década de 1960. El libro no es un testimonio más de un drogadicto, Es un descenso a los infiernos, un relato de aventuras fascinantes y peligrosas. Su motor fue la sed de experimentar y conocer cuyo combustible fueron las drogas de cualquier clase y tipo. El viaje transcurre por diferentes ciudades y continentes, de Marsella a Beirut, de Estambul a Bagdad, de Bombay a Benarés, en barco, a pie, en auto, el autor se acerca lentamente a su meta final: Katmandú. Su ruta estuvo jalonada de sucesos extraordinarios. En el Líbano se asoció a traficantes de armas y productores y distribuidores de hachís, en Kuwait dirigió un club nocturno, en Nepal se convirtió en médico y cirujano de los habitantes de las aldeas al pie de los Himalayas. Por fin llega a Katmandú, destino predilecto de hippies y junkies de la época. Como un Marco Polo de los tiempos modernos, Duchaussois hilvana con honestidad este documento inquietante y terrible, que desnuda los entretelones de un mundo del cual sólo se conoce la fachada.